# Bon Iver, Bon Iver
Bon Iver, Bon Iver /boʊn iːˈvɛər/ là album phòng thu thứ hai của ban nhạc indie folk người Mỹ Bon Iver, phát hành ngày 17 tháng 6 năm 2011. Album gồm mười bài hát và cho thấy hướng đi mới của ban nhạc. Album đạt được thành công thương mại, đạt vị trí số một trên Norwegian Albums Chart and the Danish Albums Chart, và số hai trên US Billboard 200. Nó bán được 104,000 bản trong tuần đầu tại Mỹ. Tính đến  năm January 2012. Bon Iver, Bon Iver đạt vị trí số 4 tại Anh trong tuần đầu phát hành. Album nhận được đánh giá cực kỳ tích cực từ các nhà phê bình, một số chọn nó làm album hay nhất 2011. Bon Iver, Bon Iver thắng giải Grammy cho album Alternative xuất sắc nhất năm 2012, trong khi bài hát "Holocene" được đề cử cho Bài hát của năm và Thu âm của năm.

## Lịch sử
Album thứ hai của Bon Iver bị đồn là Letters for Marvin nhưng sau đó được công bố là Bon Iver, Bon Iver. "Tôi mang đến rất nhiều người để đổi giọng – không phải giọng hát của tôi, mà là vai trò của tôi như tác giả của ban nhạc này, dự án này," Justin Vernon nói, người thành lập và dẫn đầu ban nhạc, người thuê những nghệ sĩ nổi tiếng như Colin Stetson (Bass saxophone) và Greg Leisz (pedal-steel guitar). "Tôi tự mình xây nên album này, nhưng tôi cho những người đó vào và thay đổi quanh cảnh." Album được mô tả là "rời bỏ hoài bảo âm nhạc" của For Emma, Forever Ago.
Ban nhạc công bố album vào 20 tháng 4 năm 2011. Album được thu âm trong một nhà thuốc thú y tại Fall Creek, Wisconsin. Nó được tu sửa và đổi thành April Base Studios. Lý do Vernon thu âm tại đây là "[nó] có sự tự do tuyệt diệu, làm việc tại nơi chính chúng tôi xây. Nó chỉ cách ba dặm từ căn nhà tôi lớn lên, và mười phút từ bar mà bố mẹ tôi gặp nhau."
Tháng 11, 2011, album được tái phát hành trên iTunes với một phim ngắn của Dan Huiting, Isaac Gale, David Jensen, JoLynn Garnes và chính Justin Vernon trên mỗi bài hát.

## Cấu tạo
Vernon phát biểu rằng mỗi bài hát trong albu đại diện cho một nơi chốn. "Perth" được mô tả là "bài hát heavy metal mang âm thanh Nội Chiến," trong khi "Minnesota, WI" có "tiếng guitar búng, trống bass đôi và tiếng bass saxophone bóp méo". Vernon nói rằng "Beth/Rest" là bài hát mà anh tự hào nhất.

## Tiếp nhận đánh giá
| Đánh giá chuyên môn | Đánh giá chuyên môn |
| Nguồn đánh giá      | Nguồn đánh giá      |
| Nguồn               | Đánh giá            |
| ------------------- | ------------------- |
| Allmusic            | [ 7 ]               |
| The Guardian        | [ 8 ]               |
| No Ripcord          | (8/10)              |
| One Thirty BPM      | (87%)               |
| NME                 | (7/10)              |
| Pitchfork Media     | (9.5/10)            |
| Rolling Stone       | [ 13 ]              |
| Slant Magazine      | [ 14 ]              |
| Spin                | (8/10)              |
| Sputnikmusic        | [ 16 ]              |

Album nhận được đánh giá tích cực từ khi phát hành. Trên Metacritic, theo thang điểm 100, album nhận điểm trung bình 86, dựa trên 42 bài đánh giá. Paste và Pitchfork Media chon Bon Iver, Bon Iver làm album hay nhất 2011, while Stereogum, Q, Uncut, Spin, và Mojo lần lượt đặt nó ở 3, 4, 9, 14, và 16, trong danh sách "Top 50 Album 2011" lists.
Bon Iver, Bon Iver thắng album Alternative xuất sắc nhất tại giải Grammy 2012, trong khi ban nhạc thắng Nghệ sĩ mới xuất sắc nhất. Bon Iver cũng được đề cử Best International Male và Best International Newcomer tại giải Brit 2012.
Album nằm trong danh sách The 100 Best Albums of the Decade So Far của Pitchfork Media vào tháng 8 năm 2014.

## Danh sách bài hát
Tất cả các ca khúc được viết bởi Justin Vernon, trừ khi có ghi chú.
| STT | Nhan đề                            | Thời lượng |
| --- | ---------------------------------- | ---------- |
| 1.  | "Perth"                            | 4:22       |
| 2.  | "Minnesota, WI"                    | 3:52       |
| 3.  | "Holocene"                         | 5:37       |
| 4.  | "Towers"                           | 3:08       |
| 5.  | "Michicant"                        | 3:45       |
| 6.  | "Hinnom, TX"                       | 2:45       |
| 7.  | "Wash."                            | 4:59       |
| 8.  | "Calgary" (Vernon, Matt McCaughan) | 4:10       |
| 9.  | "Lisbon, OH"                       | 1:33       |
| 10. | "Beth/Rest"                        | 5:17       |

## Thành phần tham gia
Thành phần tham gia Bon Iver, Bon Iver là:
| Bon Iver - Justin Vernon – banjo, bass, soạn nhạc, chũm chọe, trống, ebow, finger cymbals, guitar, baritone guitar, guitar điện, nylon string guitar, tay vỗ, Korg M1, piano, tremolo, hát - Matt McCaughan – soạn nhạc, trống, snare drum, tay vỗ, Roland 909 - Sean Carey – bowed vibes, trống, processing, vibraphone, hát - Colin Stetson – clarinet, flute, alto saxophone, baritone saxophone, bass saxophone, saxophone - Greg Leisz – pedal steel guitar - Michael Lewis – alto saxophone, soprano saxophone, tenor saxophone, saxophone - Rob Moose – horn arrangements, string arrangements, viola, violin - Carmen Camerieri – French horn, piccolo trumpet, trumpet, trumpet (muted) - Mike Noyce – hát | Sản xuất - Justin Vernon – sản xuất, synthesizer, phối khí, kỹ thuật - Nate Vernon – kỹ thuật - Brian Joseph – kỹ thuật, phối khi - Andy Immerman – trợ lý kỹ thuật - Greg Calbi – master - Matt McCaughan – synthesizer - Jim Schoenecker – synthesizer - Tom Wincek – synthesizer - Ken Snyder – synthesizer Thêm - Gregory Lee Euclide – vẽ bìa - Daniel Murphy – thiết kế, handwriting, layout |

## Bảng xếp hạng
| BXH (2011)                      | Vị trí cao nhất |
| ------------------------------- | --------------- |
| Australian Albums Chart         | 2               |
| Austrian Albums Chart           | 34              |
| Belgian Albums Chart (Wallonia) | 59              |
| Belgian Albums Chart (Flanders) | 4               |
| Canadian Albums Chart           | 6               |
| Danish Albums Chart             | 1               |
| Dutch Albums Chart              | 15              |
| Finnish Albums Chart            | 31              |
| French Albums Chart             | 54              |
| German Downloads Chart          | 10              |
| Irish Albums Chart              | 3               |
| New Zealand Albums Chart        | 5               |
| Norwegian Albums Chart          | 1               |
| Spanish Albums Chart            | 25              |
| Swedish Albums Chart            | 12              |
| Swiss Albums Chart              | 10              |
| UK Albums Chart                 | 4               |
| US Billboard 200                | 2               |
| US Billboard Alternative Albums | 1               |
| US Billboard Independent Albums | 1               |
| US Billboard Rock Albums        | 1               |

| BXH (2011)              | Vị trí |
| ----------------------- | ------ |
| Australian Albums Chart | 68     |
| Danish Albums Chart     | 8      |

## Lịch sử phát hành
| Khu vực | Ngày                | Định dạng                | Hãng đĩa   |
| ------- | ------------------- | ------------------------ | ---------- |
| Ireland | 17 tháng 6 năm 2011 | CD, LP, digital download | 4AD        |
| Anh     | 20 tháng 6 năm 2011 | CD, LP, digital download | 4AD        |
| Mỹ      | 21 tháng 6 năm 2011 | CD, LP, digital download | Jagjaguwar |